# Derby Palermo-Catania
Il derby tra Palermo e Catania, per antonomasia il derby di Sicilia, costituisce la maggiore rivalità calcistica della Sicilia. I rosanero e i rossazzurri sono infatti i due club siciliani col maggior numero di partecipazioni al campionato di Serie A, oltre a rappresentare le due città più grandi dell'Isola.

## Storia

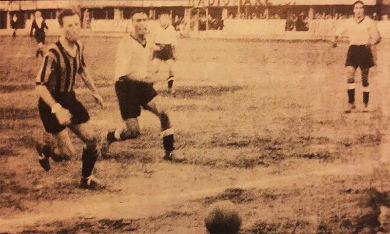
Azione di gioco della gara del 1º novembre 1936, ovvero la prima tra le due compagini in Serie B.

Probabilmente il primo incontro in assoluto fra le due squadre, quando ancora il Catania si chiamava Unione Sportiva Catanese e il Palermo Palermo Foot Ball and Cricket Club, risale agli anni dieci, in occasione della Coppa Lipton. Bisognerà aspettare il giorno di Natale del 1935 per vedere il primo derby in una competizione ufficiale, la Coppa Italia della stagione 1935-1936, giocato a Catania con vittoria per 1-0 per la squadra di casa. L'anno dopo, il 1º novembre 1936, si è disputato a Palermo il primo incontro in campionato, nella Serie B 1936-1937. Nella stagione 1961-1962 le due squadre si sono scontrate per la prima volta in massima serie. Il primo derby di Sicilia trasmesso in diretta televisiva integrale è stato quello del 23 ottobre 2000, posticipo del lunedì dell'ottava giornata di Serie C1 2000-2001, ripreso dalle telecamere di Rai Sport Sat.
Il derby di Sicilia si è svolto anche in date inconsuete per incontri calcistici, come appunto Natale o Capodanno. Le due squadre coinvolte hanno spesso militato in campionati diversi, rendendo quindi la cadenza dei derby parecchio irregolare: il lasso di tempo più lungo trascorso fra due partite è di 13 anni e 10 mesi, fra la ottava e la nona edizione; quello più breve è invece di 4 giorni, fra la quarantanovesima e la cinquantesima edizione. Le sfide si sono giocate non soltanto negli stadi delle due città, ma anche al Provinciale di Trapani durante i lavori di ristrutturazione della Favorita, e all'Olimpico di Roma a causa di una squalifica del Cibali.

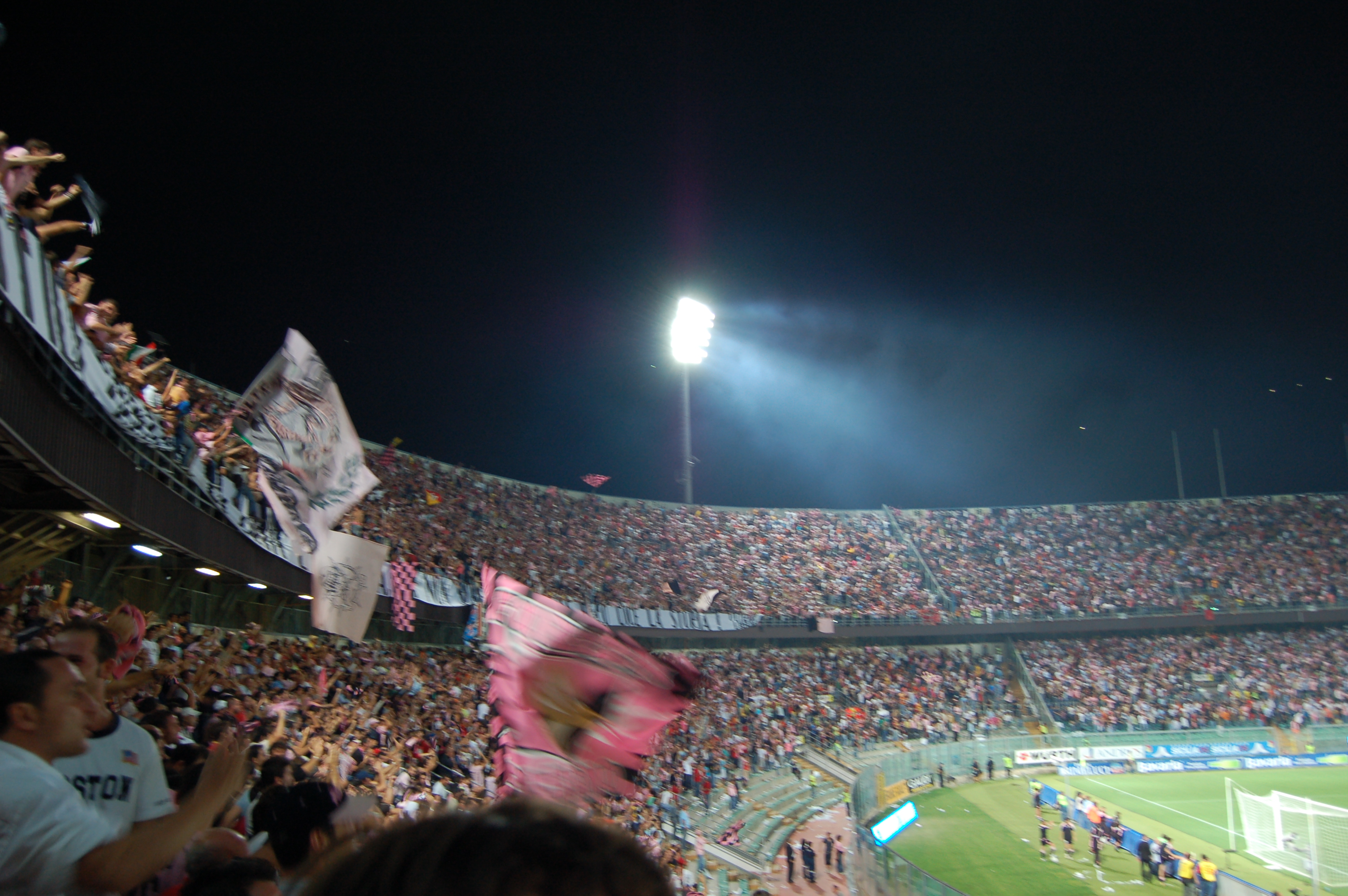
Tifosi rosanero della Curva nord al Renzo Barbera durante il derby del 2006.

Il computo totale degli 86 derby arride al Palermo con 26 vittorie, 40 pareggi e 21 sconfitte, mentre il bilancio dei 18 derby disputati in Serie A è ad appannaggio del Catania: cinque vittorie per il Palermo, sei per i rossazzurri e sette pareggi. Alcuni dei marcatori del derby di Sicilia vanno ricordati per i propri record: Javier Pastore, del Palermo, è stato l'unico a riuscire a segnare una tripletta in un incontro, l'attaccante del Catania Giuseppe Mascara nella sfida del 1º marzo 2009 è riuscito a segnare con una parabola quasi da centrocampo, infine Luca Lugnan e Fabio Caserta sono gli unici autori di reti con entrambe le casacche. Infatti il passaggio di giocatori, anche diretto, da una all'altra squadra si è verificato in diverse occasioni.

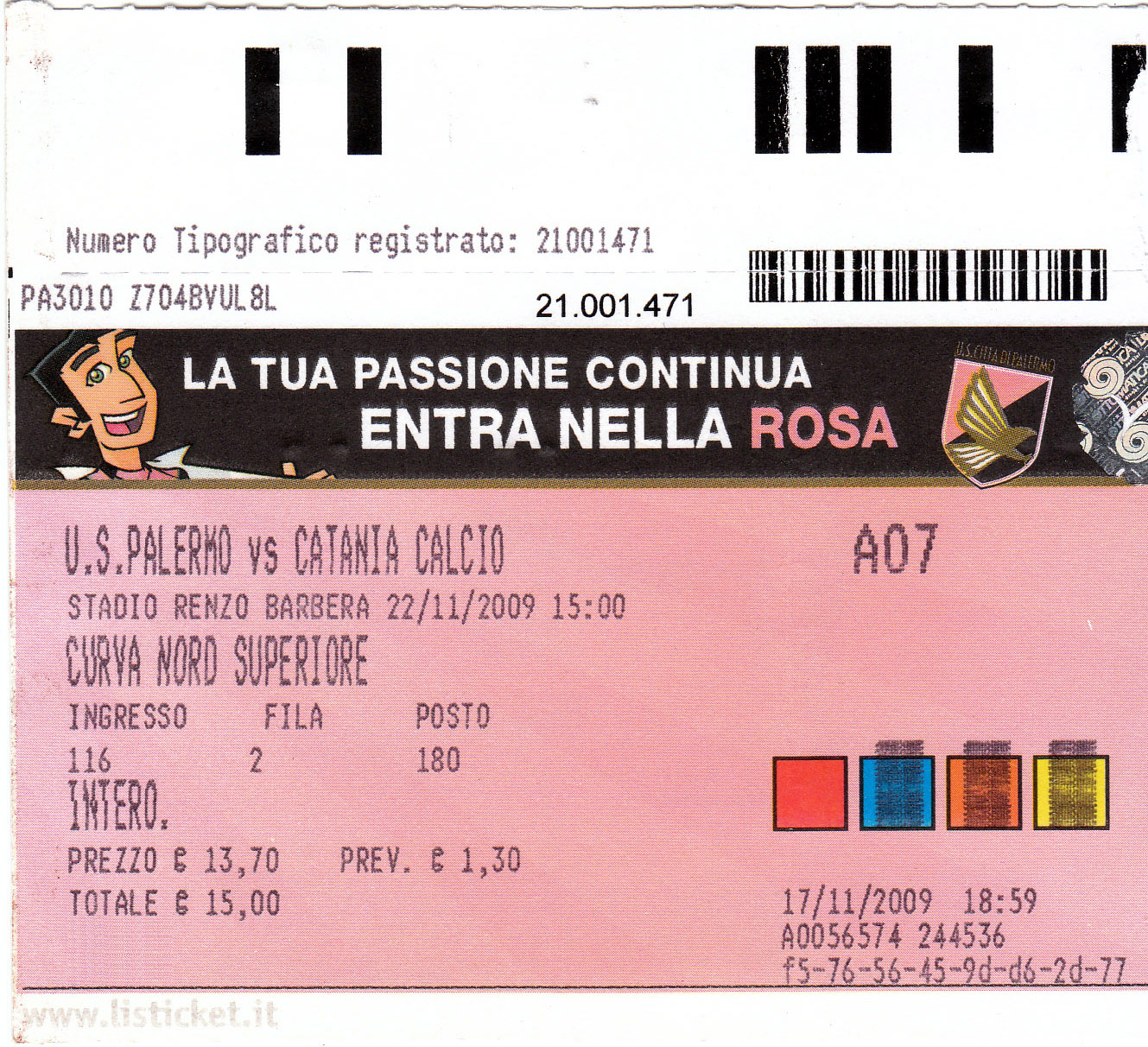
Biglietto della partita Palermo-Catania (1-1) del 22 novembre 2009, derby valevole per la 13ª giornata di campionato.

Il derby fra Palermo e Catania è stato anche protagonista di episodi curiosi: ad esempio nell'incontro di coppa del 1959, che il Palermo conduceva per 1-0, i giocatori rossoazzurri decisero di abbandonare il campo a due minuti dalla fine dei supplementari, sostenendo che ormai fosse calata la sera e l'illuminazione non fosse sufficiente; l'unico risultato fu quello di guadagnarsi una sconfitta a tavolino. Oppure durante l'incontro del 4 marzo 2001, quando i rosanero furono costretti a giocare con le divise da allenamento, sulle quali erano stati disegnati i numeri con delle strisce di nastro adesivo: le maglie da gioco erano state infatti trafugate dal pullman della squadra all'arrivo nella città etnea. In occasione del derby del 9 novembre 2020 il Palermo si è presentato con soli dodici giocatori in distinta, ovvero i titolari e il portiere della squadra primavera in panchina, a causa di un focolaio di COVID-19 sviluppatosi fra i calciatori rosanero.
Data la forte rivalità fra le due squadre, le partite tra i rossoazzurri e i rosanero hanno portato a volte a scontri tra le tifoserie ed episodi di violenza: ad esempio nella stagione 1981-1982 il catanese Renato Miele venne colpito alla testa con un oggetto da un tifoso palermitano, il giocatore non disputò la gara e il Palermo perse a tavolino una partita vinta sul campo. L'episodio causò molte polemiche, visto che i rosanero sostenevano che l'episodio fosse stato ingigantito proprio al fine di ribaltare il risultato. Particolarmente gravi sono stati i fatti accaduti il 2 febbraio 2007, quando durante dei violenti scontri tra tifosi catanesi e forze dell'ordine, si è arrivati all'uccisione del poliziotto trentottenne Filippo Raciti. A partire da quell'episodio il commissario della FIGC Luca Pancalli ha preso misure eccezionali quali la sospensione per un turno dei campionati di calcio italiani di tutte le categorie, appoggiato dal governo che ha varato l'inasprimento delle norme di sicurezza degli stadi. Nelle tre stagioni successive è stato vietato alle due tifoserie di seguire in trasferta la squadra in occasione dei derby, divieto superato a partire dalla stagione 2010-2011 grazie anche all'introduzione della tessera del tifoso: così sia nell'incontro d'andata, che in quello di ritorno, ai tifosi siciliani è stato permesso di seguire il derby anche in trasferta.

## Risultati
Qui di seguito i risultati di tutti i derby disputati in incontri ufficiali.
| Arbitro: | Turbiani (Ferrara) |

|              |           |  |
| Franzoni 25’ | Marcatori |  |

| Arbitro: | Soliani (Genova) |

|              |           |             |
| Bonesini 25’ | Marcatori | 86’ Corallo |

| Arbitro: | Puglia (Napoli) |

|  |           |                   |
|  | Marcatori | 52’ (rig.) Icardi |

| Arbitro: | Mazza (Torre del Greco) |

|                                            |           |           |
| Lombardi 10’, 60’ Di Falco 25’ Moncada 75’ | Marcatori | 70’ Pinto |

| Arbitro: | Galeati (Bologna) |

|           |           |                |
| Pinto 61’ | Marcatori | 62’ De Rosalia |

| Arbitro: | Rossi (Roma) |

|              |           |  |
| Di Falco 58’ | Marcatori |  |

| Arbitro: | Sorge (Siracusa) |

|                                                        |           |              |
| Matteoni 4’ Koenig 36’ Schillani 37’ Nebbia 80’ (rig.) | Marcatori | 88’ Di Falco |

| Arbitro: | Gemini (Roma) |

|           |           |          |
| Bazan 55’ | Marcatori | 68’ Tesi |

| Arbitro: | Marchetti (Milano) |

|               |           |           |
| Spikofski 42’ | Marcatori | 29’ Luosi |

| Arbitro: | Maghernino (San Severo) |

|                                    |           |                                       |
| Sandri 27’ Bergamo 44’ Ballico 80’ | Marcatori | 54’ Spikofski 65’ Fontana 67’ Quoiani |

| Arbitro: | Rebuffo (Milano) |

|             |           |           |
| Biagini 90’ | Marcatori | 62’ Meroi |

| Catania 16 marzo 1958 25ª giornata Serie B 1957-1958 12º derby | Catania          | 0 – 0 | Palermo | Stadio Cibali\| Arbitro: \| Rebuffo (Milano) \| |
| Arbitro:                                                       | Rebuffo (Milano) |       |         |                                                 |

| Roma 9 novembre 1958 8ª giornata Serie B 1958-1959 13º derby | Catania          | 0 – 0 | Palermo | Stadio Olimpico\| Arbitro: \| Orlandini (Roma) \| |
| Arbitro:                                                     | Orlandini (Roma) |       |         |                                                   |

| Arbitro: | Gambarotta (Genova) |

|           |           |  |
| Perli 46’ | Marcatori |  |

| Arbitro: | De Robbio (Torre Annunziata) |

|            |           |  |
| Perli 105’ | Marcatori |  |

| Catania 17 settembre 1961 5ª giornata Serie A 1961-1962 16º derby | Catania           | 0 – 0 | Palermo | Stadio Cibali\| Arbitro: \| Grignani (Milano) \| |
| Arbitro:                                                          | Grignani (Milano) |       |         |                                                  |

| Palermo 21 gennaio 1962 22ª giornata Serie A 1961-1962 17º derby | Palermo               | 0 – 0 | Catania | Stadio La Favorita\| Arbitro: \| De Marchi (Pordenone) \| |
| Arbitro:                                                         | De Marchi (Pordenone) |       |         |                                                           |

| Arbitro: | Di Tonno (Lecce) |

|             |           |                   |
| Fernando 4’ | Marcatori | 43’ (rig.) Prenna |

| Catania 17 febbraio 1963 22ª giornata Serie A 1962-1963 19º derby | Catania        | 0 – 0 | Palermo | Stadio Cibali\| Arbitro: \| Righi (Milano) \| |
| Arbitro:                                                          | Righi (Milano) |       |         |                                               |

| Arbitro: | Schinetti (Brescia) |

|           |           |  |
| Fogar 61’ | Marcatori |  |

| Arbitro: | Acernese (Roma) |

|                      |           |  |
| De Bellis 86’ (aut.) | Marcatori |  |

| Arbitro: | Giunti (Arezzo) |

|  |           |          |
|  | Marcatori | 12’ Fara |

| Arbitro: | Picasso (Chiavari) |

|              |           |                        |
| Trombini 14’ | Marcatori | 5’ Nova 33’ Perrucconi |

| Palermo 21 aprile 1968 33ª giornata Serie B 1967-1968 24º derby | Palermo         | 0 – 0 | Catania | Stadio La Favorita\| Arbitro: \| Lattanzi (Roma) \| |
| Arbitro:                                                        | Lattanzi (Roma) |       |         |                                                     |

| Arbitro: | Picasso (Chiavari) |

|                     |           |                 |
| Grossetti 1’ (rig.) | Marcatori | 28’ (rig.) Nova |

| Arbitro: | Acernese (Roma) |

|                                       |           |              |
| Troja 24’ Ferrari 27’, 76’ Causio 51’ | Marcatori | 47’ Bonfanti |

| Arbitro: | Gussoni (Cremona) |

|            |           |  |
| Lancini 8’ | Marcatori |  |

| Arbitro: | Ciacci (Firenze) |

|           |           |             |
| Baisi 58’ | Marcatori | 32’ Ferrari |

| Arbitro: | Barbaresco (Cormons) |

|                |           |             |
| Piccinetti 33’ | Marcatori | 32’ Arcoleo |

| Arbitro: | Schena (Foggia) |

|                 |           |             |
| Magistrelli 30’ | Marcatori | 86’ Malaman |

| Arbitro: | Longhi (Roma) |

|            |           |               |
| Biondi 57’ | Marcatori | 30’ Magherini |

| Arbitro: | Ciulli (Rho) |

|           |           |             |
| Piras 55’ | Marcatori | 30’ Malaman |

| Palermo 31 ottobre 1976 6ª giornata Serie B 1976-1977 33º derby | Palermo        | 0 – 0 | Catania | Stadio La Favorita\| Arbitro: \| Frasso (Capua) \| |
| Arbitro:                                                        | Frasso (Capua) |       |         |                                                    |

| Arbitro: | Artico (Padova) |

|             |           |              |
| Cantone 43’ | Marcatori | 31’ Osellame |

| Arbitro: | Ballerini (La Spezia) |

|                     |           |                                        |
| Casale 28’ Piga 63’ | Marcatori | 17’ Calloni 72’ (aut.) Croci 82’ Conte |

| Arbitro: | R.Paparesta (Bari) |

|                                  |           |                                      |
| Ciampoli 10’, 65’ Barlassina 50’ | Marcatori | 22’ 78’ (rig.) Calloni 90+1’ Bencina |

| Arbitro: | Prati (Parma) |

|                               |           |  |
| Ammoniaci 78’ De Stefanis 88’ | Marcatori |  |

| Arbitro: | Facchin (Udine) |

|             |           |  |
| Vailati 73’ | Marcatori |  |

| Arbitro: | Barbaresco (Cormons) |

|                                   |           |                    |
| Gamberini 59’ Cantarutti 61’, 66’ | Marcatori | 76’ (rig.) De Rosa |

| Arbitro: | Facchin (Udine) |

|               |           |  |
| Montesano 50’ | Marcatori |  |

| Palermo 24 ottobre 1982 7ª giornata Serie B 1982-1983 41º derby | Palermo           | 0 – 0 | Catania | Stadio La Favorita\| Arbitro: \| Angelelli (Terni) \| |
| Arbitro:                                                        | Angelelli (Terni) |       |         |                                                       |

| Arbitro: | Bianciardi (Siena) |

|                               |           |  |
| Mastalli 39’ (rig.) Mosti 43’ | Marcatori |  |

| Arbitro: | Magni (Bergamo) |

|                |           |  |
| Pellegrini 31’ | Marcatori |  |

| Palermo 4 maggio 1986 32ª giornata Serie B 1985-1986 44º derby | Palermo          | 0 – 0 | Catania | Stadio La Favorita\| Arbitro: \| Casarin (Milano) \| |
| Arbitro:                                                       | Casarin (Milano) |       |         |                                                      |

| Palermo 31 dicembre 1988 16ª giornata Serie C1 1988-1989 gir.B 45º derby | Palermo         | 0 – 0 | Catania | Stadio La Favorita\| Arbitro: \| Fiori (Ravenna) \| |
| Arbitro:                                                                 | Fiori (Ravenna) |       |         |                                                     |

| Arbitro: | Merlino (Torre del Greco) |

|            |           |              |
| Marini 36’ | Marcatori | 76’ Manicone |

| Arbitro: | De Angelis (Civitavecchia) |

|                    |           |  |
| Musella 41’ (rig.) | Marcatori |  |

| Arbitro: | Brignoccoli (Ancona) |

|                                    |           |               |
| Accardi 17’ (rig.) 37’ Musella 33’ | Marcatori | 29’ D'Ottavio |

| Arbitro: | Bazzoli (Merano) |

|              |           |              |
| Cipriani 14’ | Marcatori | 61’ De Sensi |

| Arbitro: | Rivola (Roma) |

|            |           |                    |
| Marini 32’ | Marcatori | 74’ (aut.) Manieri |

| Arbitro: | Brignoccoli (Ancona) |

|              |           |  |
| Cipriani 42’ | Marcatori |  |

| Arbitro: | Cavanna (Roma) |

|                       |           |  |
| Paolucci 76’ Favo 82’ | Marcatori |  |

| Arbitro: | Baglieri (Tivoli) |

|              |           |  |
| Esposito 63’ | Marcatori |  |

| Arbitro: | Conocchiari (Macerata) |

|                             |           |  |
| Lunerti 2’, 20’ Cangini 50’ | Marcatori |  |

| Catania 27 settembre 1992 5ª giornata Serie C1 1992-1993 gir.B 55º derby | Catania            | 0 – 0 | Palermo | Stadio Cibali\| Arbitro: \| Ercolino (Cassino) \| |
| Arbitro:                                                                 | Ercolino (Cassino) |       |         |                                                   |

| Arbitro: | Cirotti (Roma) |

|            |           |                           |
| Pelosi 57’ | Marcatori | 68’ Cecconi 76’ Battaglia |

| Arbitro: | Lana (Torino) |

|  |           |                            |
|  | Marcatori | 20’ Cipriani 68’ Palmisano |

| Arbitro: | Palmieri (Cosenza) |

|                           |           |  |
| Lugnan 63’ Passiatore 65’ | Marcatori |  |

| Arbitro: | Esposito (Trapani) |

|                       |           |               |
| Lugnan 2’ Furiani 85’ | Marcatori | 7’, 82’ Manca |

| Catania 27 ottobre 1999, ore 15:30 Sedicesimi di finale Coppa Italia Serie C 1999-2000 60º derby | Catania            | 0 – 0 | Palermo | Stadio Cibali\| Arbitro: \| Palmieri (Cosenza) \| |
| Arbitro:                                                                                         | Palmieri (Cosenza) |       |         |                                                   |

| Arbitro: | Morganti (Ascoli) |

|            |           |           |
| Lugnan 53’ | Marcatori | 68’ Manca |

| Catania 16 aprile 2000, ore 16:00 30ª giornata Serie C1 1999-2000 gir.B 62º derby | Catania                   | 0 – 0 | Palermo | Stadio Cibali\| Arbitro: \| Dondarini (Finale Emilia) \| |
| Arbitro:                                                                          | Dondarini (Finale Emilia) |       |         |                                                          |

| Arbitro: | Dattilo (Locri) |

|                                                          |           |             |
| Cappioli 26’ (rig.) 74’ La Grotteria 30’ Elia 82’, 90+1’ | Marcatori | 67’ Cicconi |

| Arbitro: | Benedetto (Messina) |

|                |           |                  |
| Maggiolini 27’ | Marcatori | 22’ Karasavvidis |

| Arbitro: | Palanca (Roma) |

|                             |           |                         |
| Capparella 81’ Turchi 90+1’ | Marcatori | 72’ (rig.) La Grotteria |

| Arbitro: | Cruciani (Pesaro) |

|         |           |                |
| Apa 64’ | Marcatori | 20’ Bombardini |

| Arbitro: | Dondarini (Finale Emilia) |

|                          |           |  |
| Cordone 27’ Oliveira 72’ | Marcatori |  |

| Arbitro: | Bolognino (Milano) |

|                                |           |                                    |
| Asta 33’ Zauli 54’ Maniero 60’ | Marcatori | 11’, 68’ Martusciello 53’ Oliveira |

| Arbitro: | Paparesta (Bari) |

|  |           |                            |
|  | Marcatori | 7’ (rig.) Corini 66’ Zauli |

| Arbitro: | Messina (Bergamo) |

|                                                              |           |  |
| A.Filippini 7’ Biava 30’ Toni 57’ 73’ (rig.) E.Filippini 69’ | Marcatori |  |

| Arbitro: | Trefoloni (Siena) |

|                                                                          |           |                                      |
| Tedesco Gio. 28’ Simplicio 47’ Corini 69’ (rig.) Amauri 74’ Barzagli 81’ | Marcatori | 27’ Corona 65’ Mascara 90+3’ Spinesi |

| Arbitro: | Farina (Novi Ligure) |

|             |           |                               |
| Caserta 59’ | Marcatori | 50’ Caracciolo 83’ Di Michele |

| Arbitro: | Trefoloni (Siena) |

|                                             |           |             |
| Mascara 28’ Spinesi 41’ (rig.) Martínez 89’ | Marcatori | 63’ Caserta |

| Arbitro: | Dondarini (Finale Emilia) |

|             |           |  |
| Miccoli 84’ | Marcatori |  |

| Arbitro: | Rocchi (Firenze) |

|                                 |           |  |
| Martínez 68’ Mascara 88’ (rig.) | Marcatori |  |

| Arbitro: | Rosetti (Torino) |

|  |           |                                                      |
|  | Marcatori | 14’ P. Ledesma 37’ Morimoto 44’ Mascara 66’ Paolucci |

| Arbitro: | Romeo (Verona) |

|               |           |              |
| Migliaccio 4’ | Marcatori | 55’ Martínez |

| Arbitro: | Tagliavento (Terni) |

|                     |           |  |
| Maxi López 13’, 32’ | Marcatori |  |

| Arbitro: | Valeri (Roma) |

|                       |           |              |
| Pastore 33’, 48’, 84’ | Marcatori | 47’ Terlizzi |

| Arbitro: | Morganti (Ascoli) |

|                                                           |           |  |
| Balzaretti 48’ (aut.) Bergessio 61’ Ledesma 68’ Pesce 77’ | Marcatori |  |

| Arbitro: | Damato (Barletta) |

|                                |           |  |
| Lodi 32’ Maxi López 61’ (rig.) | Marcatori |  |

| Arbitro: | Rocchi (Firenze) |

|             |           |                  |
| Miccoli 47’ | Marcatori | 25’ Legrottaglie |

| Arbitro: | Romeo (Verona) |

|                            |           |          |
| Miccoli 9’ Iličić 49’, 60’ | Marcatori | 70’ Lodi |

| Arbitro: | Mazzoleni (Bergamo) |

|                |           |              |
| Barrientos 69’ | Marcatori | 90+5’ Iličić |

| Arbitro: | Zufferli (Udine) |

|             |           |              |
| Kanoute 15’ | Marcatori | 80’ Pecorino |

| Arbitro: | Marcenaro (Genova) |

|  |           |             |
|  | Marcatori | 60’ Santana |

| Arbitro: | Rutella (Enna) |

|                      |           |  |
| Moro 24’ (rig.), 84’ | Marcatori |  |

## Statistiche di squadra
Il computo comprende anche i derby giocati dall'Associazione Calcio Fascista Catania e dal Palermo Juventina.

### Giocati a Catania
|                      | Gare disputate | Vittorie Catania | Pareggi | Vittorie Palermo | Reti Catania | Reti Palermo |
| Serie A              | 9              | 5                | 3       | 1                | 15           | 4            |
| Serie B              | 17             | 5                | 9       | 3                | 19           | 15           |
| Serie C o C1         | 8              | 2                | 5       | 1                | 8            | 5            |
| Tot. Campionati      | 34             | 12               | 17      | 5                | 42           | 24           |
| Coppa Italia         | 3              | 1                | 1       | 1                | 4            | 4            |
| Coppa Italia Serie C | 6              | 3                | 2       | 1                | 7            | 4            |
| Totale               | 43             | 16               | 20      | 7                | 53           | 32           |

### Giocati a Palermo
|                      | Gare disputate | Vittorie Palermo | Pareggi | Vittorie Catania | Reti Palermo | Reti Catania |
| Serie A              | 9              | 4                | 4       | 1                | 15           | 12           |
| Serie B              | 17             | 5                | 10      | 2                | 20           | 13           |
| Serie C o C1         | 8              | 3                | 4       | 1                | 12           | 6            |
| Tot. Campionati      | 34             | 12               | 18      | 4                | 47           | 31           |
| Coppa Italia         | 5              | 5                | 0       | 0                | 12           | 2            |
| Coppa Italia Serie C | 4              | 2                | 2       | 0                | 8            | 4            |
| Totale               | 43             | 19               | 20      | 4                | 67           | 37           |

### Totale
|                      | Gare disputate | Vittorie Palermo | Pareggi | Vittorie Catania | Reti Palermo | Reti Catania |
| Serie A              | 18             | 5                | 7       | 6                | 19           | 27           |
| Serie B              | 34             | 8                | 19      | 7                | 35           | 32           |
| Serie C o C1         | 16             | 4                | 9       | 3                | 17           | 14           |
| Tot. Campionati      | 68             | 17               | 35      | 16               | 71           | 73           |
| Coppa Italia         | 8              | 6                | 1       | 1                | 16           | 6            |
| Coppa Italia Serie C | 10             | 3                | 4       | 3                | 12           | 11           |
| Totale               | 86             | 26               | 40      | 20               | 99           | 90           |

## Statistiche individuali

### Marcatori
| Gol |  |  | Giocatore        | Squadra                  |
| --- |  |  | ---------------- | ------------------------ |
| 4   |  |  | Giuseppe Mascara | Catania                  |
| 3   |  |  | Egidio Calloni   | Palermo                  |
| 3   |  |  | Loriano Cipriani | Catania                  |
| 3   |  |  | Umberto Di Falco | Palermo                  |
| 3   |  |  | Enzo Ferrari     | Palermo                  |
| 3   |  |  | Josip Iličić     | Palermo                  |
| 3   |  |  | Maxi López       | Catania                  |
| 3   |  |  | Luca Lugnan      | Catania (1), Palermo (2) |
| 3   |  |  | Roberto Manca    | Catania                  |
| 3   |  |  | Jorge Martínez   | Catania                  |
| 3   |  |  | Fabrizio Miccoli | Palermo                  |
| 3   |  |  | Javier Pastore   | Palermo                  |

#### Doppiette
- 1  Balilla Lombardi (Palermo)
- 1  Enzo Ferrari (Palermo)
- 1  Francesco Ciampoli (Catania)
- 1  Egidio Calloni (Palermo)
- 1  Aldo Cantarutti (Catania)
- 1  Giuseppe Accardi (Palermo)
- 1  Giorgio Lunerti (Palermo)
- 1  Roberto Manca (Catania)
- 1  Massimiliano Cappioli (Palermo)
- 1  Firmino Elia (Palermo)
- 1  Giovanni Martusciello (Catania)
- 1  Luca Toni (Palermo)
- 1  Maxi López (Catania)
- 1  Josip Iličić (Palermo)

#### Triplette
- 1  Javier Pastore (Palermo)